# ドレミ (ダイスケの曲)
「ドレミ」は日本の男性歌手・ダイスケが2014年2月26日に発売した8枚目のシングル。

## 概要
ドレミの1番はドシラと音が下がりながら辛さを、2番はドレミと音が上がりながら楽しさを表している。
カップリング曲はKiroroのBest Friendをカバーした。
CDジャケットは女性ファッション誌non-noが全面プロデュースした。男性アーティストでは史上初である。
初回限定版にはダイスケカードとnon-noの表紙のようなデザイン特製クリアシートが付属している。

## 収録曲
1. ドレミ. 
（作詞:ダイスケ・jam、作曲:ダイスケ）
2. Best Friend.
（作詞：玉城千春、作曲：玉城千春）
3. 夏めく坂道 アコースティックver.
4. ドレミ Instrumental.